# Agelena secsuensis
Agelena secsuensis är en spindelart som beskrevs av Adolf Lendl 1898. Agelena secsuensis ingår i släktet Agelena och familjen trattspindlar. Inga underarter finns listade i Catalogue of Life.